# Slammiversary (2009)
Slammiversary (2009) foi um evento em formato pay-per-view realizado pela Total Nonstop Action Wrestling, ocorreu no dia 21 de junho de 2009 no The Palace of Auburn Hills na cidade de Auburn Hills, Michigan. No evento principal Kurt Angle derrotou Mick Foley, Jeff Jarrett, A.J. Styles e Samoa Joe para vencer o TNA World Heavyweight Championship, Angle venceu após Samoa Joe entregar o cinturão para que ele pendurasse. Esta foi a quinta edição da cronologia do Slammiversary.

## Resultados
| #                              | Lutas                                                                                               | Estipulação                                                            | Tempo |
| ------------------------------ | --------------------------------------------------------------------------------------------------- | ---------------------------------------------------------------------- | ----- |
| Pre-show                       | The British Invasion (Brutus Magnus e Doug Williams) (com Rob Terry) derrotaram Eric Young e Rhino  | Tag team match                                                         | N/A   |
| 1                              | Suicide (c) derrotou Jay Lethal, Consequences Creed, Chris Sabin e Alex Shelley.                    | King of the Mountain match pelo TNA X Division Championship.           | 23:46 |
| 2                              | Daniels derrotou Shane Douglas                                                                      | Singles match                                                          | 08:12 |
| 3                              | Angelina Love (c) (com Velvet Sky e Madison Rayne) derrotou Tara.                                   | Singles match pelo TNA Knockouts Championship                          | 06:51 |
| 4                              | Abyss e Taylor Wilde derrotaram Raven e Daffney (com Dr. Stevie)                                    | Monster's Ball Mixed Tag Team match                                    | 14:07 |
| 5                              | Sting derrotou Matt Morgan                                                                          | Singles match - Se Morgan vencesse teria um lugar no Main Event Mafia. | 08:59 |
| 6                              | Beer Money, Inc. (Robert Roode e James Storm) derrotaram Team 3D (Brother Ray e Brother Devon) (c). | Tag team match pelo TNA World Tag Team Championship                    | 16:55 |
| 7                              | Kurt Angle derrotou Mick Foley (c), Jeff Jarrett, A.J. Styles e Samoa Joe.                          | King of the Mountain match pelo TNA World Heavyweight Championship     | 22:04 |
| (c) - Campeões antes das lutas | |                                                                        |       |